# Rivière Saint-Sixte
Rivière Saint-Sixte är ett vattendrag i Kanada.   Det ligger i provinsen Québec, i den sydöstra delen av landet, 50 km nordost om huvudstaden Ottawa.
Omgivningarna runt Rivière Saint-Sixte är en mosaik av jordbruksmark och naturlig växtlighet. Runt Rivière Saint-Sixte är det glesbefolkat, med 18 invånare per kvadratkilometer.